# پادشاهی تانگنینگ
پادشاهی تانگنینگ (به لاتین: Kingdom of Tungning) یک پادشاهی در تایوان بود که در آسیای شرقی قرار داشت. این پادشاهی که در واقع حاکمان آن بازمندگان دودمان حاکم بر چین جنوبی دولت مینگ جنوبی بود.